# Olympische Sommerspiele 1924/Leichtathletik
| Olympische Spiele 1924 Medaillenspiegel Leichtathletik | Olympische Spiele 1924 Medaillenspiegel Leichtathletik | Olympische Spiele 1924 Medaillenspiegel Leichtathletik | Olympische Spiele 1924 Medaillenspiegel Leichtathletik | Olympische Spiele 1924 Medaillenspiegel Leichtathletik | Olympische Spiele 1924 Medaillenspiegel Leichtathletik |
| Platz                                                  | Mannschaft                                             | Goldmedaillen                                          | Silbermedaillen                                        | Bronzemedaillen                                        | Total                                                  |
| ------------------------------------------------------ | ------------------------------------------------------ | ------------------------------------------------------ | ------------------------------------------------------ | ------------------------------------------------------ | ------------------------------------------------------ |
| 1                                                      | USA                                                    | 12                                                     | 10                                                     | 10                                                     | 32                                                     |
| 2                                                      | Finnland                                               | 10                                                     | 5                                                      | 2                                                      | 17                                                     |
| 3                                                      | Großbritannien                                         | 3                                                      | 3                                                      | 5                                                      | 11                                                     |
| 4                                                      | Königreich Italien                                     | 1                                                      | 1                                                      | –                                                      | 2                                                      |
| 5                                                      | Australien                                             | 1                                                      | –                                                      | –                                                      | 1                                                      |
| 6                                                      | Schweden                                               | –                                                      | 3                                                      | 2                                                      | 5                                                      |
| 7                                                      | Schweiz                                                | –                                                      | 1                                                      | 2                                                      | 3                                                      |
| 8                                                      | Südafrikanische Union                                  | –                                                      | 1                                                      | 1                                                      | 2                                                      |
| 9                                                      | Argentinien                                            | –                                                      | 1                                                      | –                                                      | 1                                                      |
| 9                                                      | Ungarn                                                 | –                                                      | 1                                                      | –                                                      | 1                                                      |
| 11                                                     | Frankreich                                             | –                                                      | –                                                      | 3                                                      | 3                                                      |
| 12                                                     | Estland                                                | –                                                      | –                                                      | 1                                                      | 1                                                      |
| 12                                                     | Neuseeland                                             | –                                                      | –                                                      | 1                                                      | 1                                                      |
| 12                                                     | Niederlande                                            | –                                                      | –                                                      | 1                                                      | 1                                                      |
| 12                                                     | Norwegen                                               | –                                                      | –                                                      | 1                                                      | 1                                                      |

Bei den VIII. Olympischen Spielen 1924 in Paris fanden 27 Wettkämpfe in der Leichtathletik statt.

## Stadion

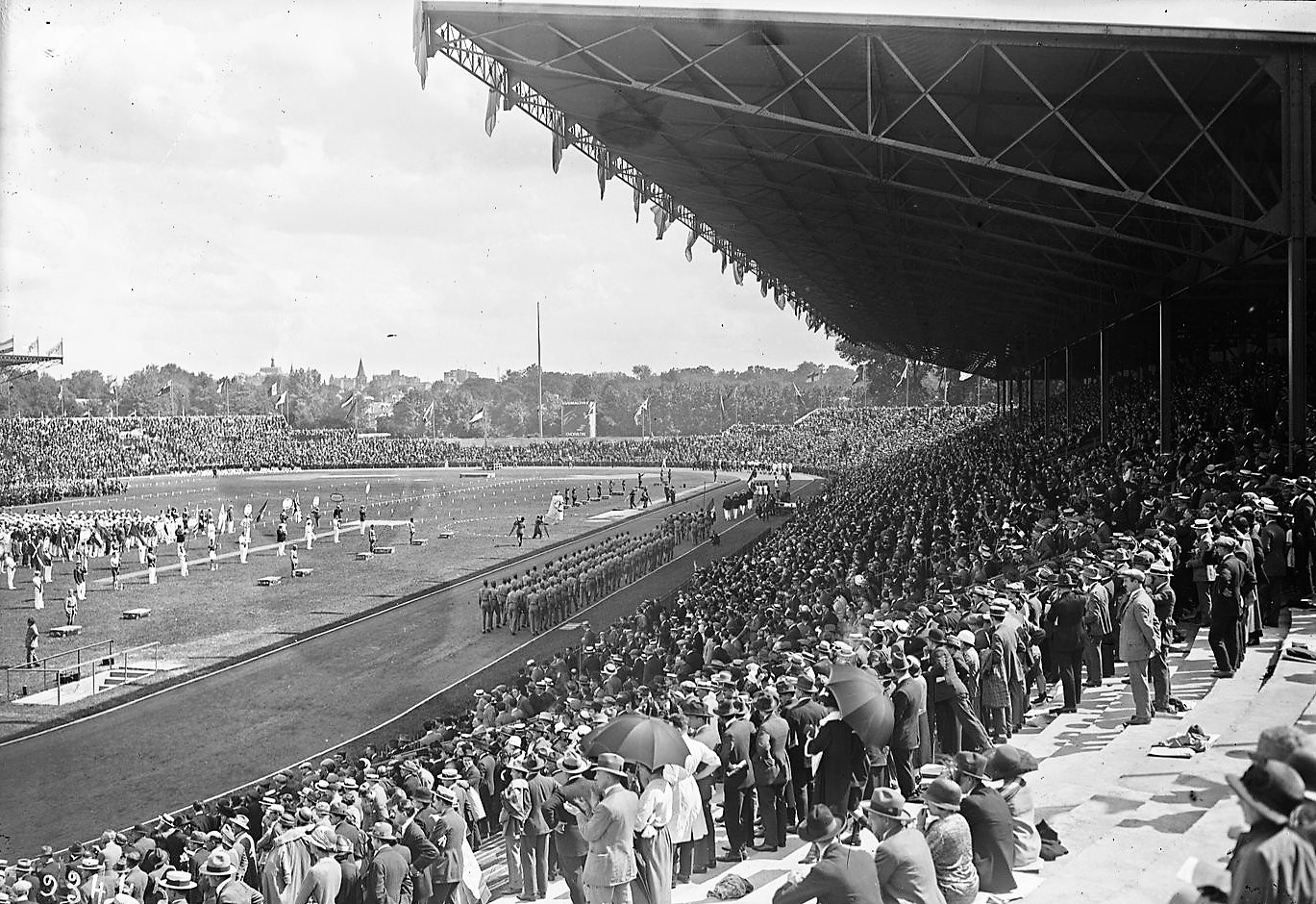
Das Olympiastadion während der Eröffnungszeremonie

Das Stade Olympique de Colombes lag im Pariser Vorort Colombes, ca. zehn Kilometer nordwestlich von Paris. Es wurde vier Jahre später zu Ehren des Rugbyspielers Yves du Manoir umbenannt und trug von da an seinen Namen. Die Aschenbahn in Colombes war eine Rundbahn mit einer Rundenlänge von 500 Metern.

## Teilnehmer
Deutschland blieb die Teilnahme nach den Kriegsereignissen des Ersten Weltkriegs ein zweites und letztes Mal verwehrt, während die anderen vier Nationen, die 1920 noch ausgeschlossen waren, wieder zugelassen wurden.

In der Leichtathletik waren ein letztes Mal nur Männer teilnahmeberechtigt. Erste Wettbewerbe für Frauen kamen vier Jahre später in Amsterdam endlich ins olympische Programm.

## Wettbewerbe

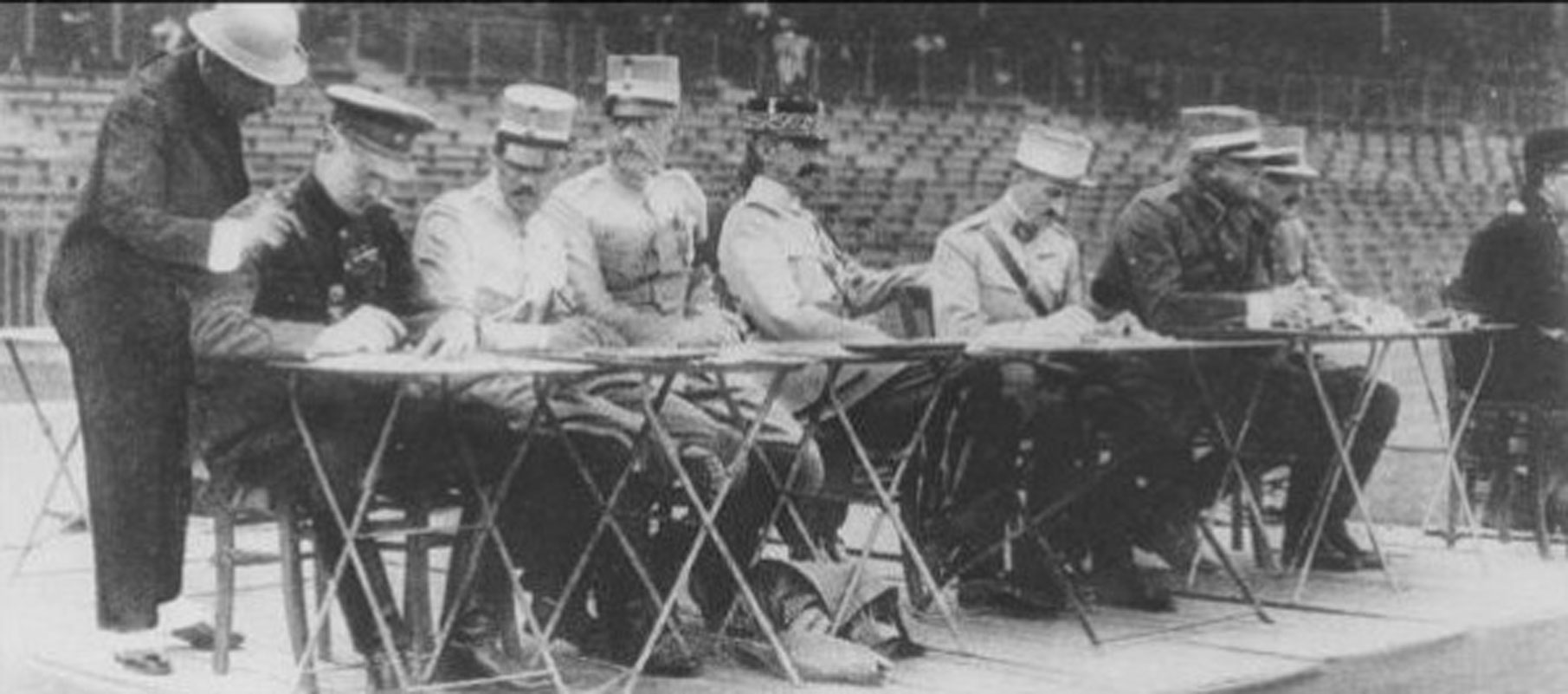
Kampfrichter während ihrer Arbeit bei den Olympischen Spielen

Wie bei allen Olympischen Spielen zuvor kam es auch in Paris wieder zu ein paar Änderungen im Wettkampfangebot. Die beiden Disziplinen 3000-Meter-Gehen und Gewichtweitwurf wurden gestrichen.

Damit hatte das Angebot für die Männer inzwischen fast schon die Formen angenommen, wie wir sie heute kennen. Unterschiede gab es noch beim Gehen, bei dem damals nur der Wettbewerb über 10.000 Meter ausgetragen wurde. Heute gibt es die beiden Wettbewerbe über zwanzig und fünfzig Kilometer. Zusätzlich im Vergleich zu heute waren in Paris jeweils letztmals noch der 3000-Meter-Mannschaftslauf, der Querfeldeinlauf mit Einzel-/Mannschaftswertung sowie der Fünfkampf olympische Disziplinen.

## Sportliche Erfolge
Erfolgreichste Nation war mit zwölf Goldmedaillen wieder die USA. Aber wie schon 1920 war das kleine Finnland sehr erfolgreich und gewann zehnmal Gold. Mit großem Abstand folgte Großbritannien, das drei Olympiasieger stellte.
Das Niveau der Wettkämpfe war wieder deutlich angestiegen. Es gab zahlreiche neue oder egalisierte Rekorde.

- 10 neue oder egalisierte Weltrekorde:
  - 400-Meter-Lauf: 47,6 s – Eric Liddell (Großbritannien), Finale
  - 10.000-Meter-Lauf: 30:23,2 min – Ville Ritola (Finnland), Finale
  - 4-mal-100-Meter-Staffel: 42,0 s – Großbritannien (Harold Abrahams, William Nichol, Walter Rangeley, Lancelot Royle), Vorlauf
  - 4-mal-100-Meter-Staffel: 42,0 s (egalisiert) – Niederlande (Jaap Boot, Harry Broos, Jan de Vries, Rinus van den Berge), Vorlauf
  - 4-mal-100-Meter-Staffel: 41,2 s – USA (Louis Clarke, Frank Hussey, Al LeConey, Loren Murchison), Vorlauf
  - 4-mal-100-Meter-Staffel: 41,0 s – USA (Louis Clarke, Frank Hussey, Al LeConey, Loren Murchison), Halbfinale
  - 4-mal-100-Meter-Staffel: 41,0 s (egalisiert) – USA (Louis Clarke, Frank Hussey, Al LeConey, Loren Murchison), Finale
  - 4-mal-400-Meter-Staffel: 3:16,0 min – USA (Commodore Cochran, William Stephenson, Oliver MacDonald, Alan Helffrich), Finale
  - Dreisprung: 15,525 m – Nick Winter (Australien), Finale
  - Zehnkampf: 7710,775 P nach offizieller Wertung (6478 P nach heutiger Wertung von 1985) – Harold Osborn (USA)
- 1 neue Weltbestleistung:
  - 3000-Meter-Hindernislauf: 9:33,6 min – Ville Ritola (Finnland), Finale
- 15 weitere neue oder egalisierte olympische Rekorde:
  - 100-Meter-Lauf: 10,6 s (egalisiert) – Harold Abrahams (Großbritannien), Viertelfinale
  - 100-Meter-Lauf: 10,6 s (egalisiert) – Harold Abrahams (Großbritannien), Halbfinale
  - 100-Meter-Lauf: 10,6 s (egalisiert) – Harold Abrahams (Großbritannien), Finale
  - 200-Meter-Lauf: 21,6 s (egalisiert) – Charles Paddock (USA), Finale
  - 400-Meter-Lauf: 48,0 s – Josef Imbach (Schweiz), Viertelfinale
  - 400-Meter-Lauf: 47,8 s – Horatio Fitch (USA), Halbfinale
  - 1500-Meter-Lauf: 3:53,6 min – Paavo Nurmi (Finnland), Finale
  - 5000-Meter-Lauf: 14:31,2 min – Paavo Nurmi (Finnland), Finale
  - 3000-Meter-Lauf (im Rahmen des Teamwettbewerbs): 9:32,0 min – Paavo Nurmi (Finnland), Finale
  - 400-Meter-Hürdenlauf: 53,8 s – Erik Wilén (Finnland), Finale (als Zweitplatzierter, weil der Sieger 2 Hürden gerissen hatte)
  - 3000-Meter-Hindernislauf: 9:33,6 min – Ville Ritola (Finnland), Finale
  - Hochsprung: 1,98 m – Harold Osborn (USA), Finale
  - Dreisprung: 15,425 m – Luis Brunetto (Argentinien), Qualifikation
  - Diskuswurf: 46,155 m – Bud Houser (USA), Finale
  - Zehnkampf: 7710,775 P – Harold Osborn (USA)

Herausragender Teilnehmer war der Finne Paavo Nurmi, der hier seinen sportlichen Höhepunkt erlebte. Er gewann fünf Goldmedaillen in folgenden Wettbewerben: 1500 Meter, 5000 Meter, 10.650-Meter-Querfeldeinlauf Einzel-/Mannschaftswertung, 3000-Meter-Mannschaftslauf. Das ist einmalig in der olympischen Leichtathletik bis heute. Besonders bemerkenswert war sein Olympiasieg über 5000 Meter. Das Rennen fand nur 26 Minuten nach dem Zieleinlauf des 1500-Meter-Finales statt. In beiden Rennen stellte Nurmi olympische Rekorde auf.

Weitere erfolgreiche Sportler waren:
- Ville Ritola, Finnland – 4-mal Gold: 10.000 Meter, 3000 Meter Hindernis, 10.650-Meter-Querfeldein Mannschaftswertung, 3000-Meter-Mannschaftslauf; 2-mal Silber: 5000 Meter, 10.650-Meter-Querfeldein Einzelwertung
- Harold Osborn, USA – 2-mal Gold: Hochsprung, Zehnkampf
- Bud Houser, USA – 2-mal Gold: Kugelstoßen, Diskuswurf.

Außerdem gab es Sportler, die bereits bei zuvor ausgetragenen Olympischen Spielen siegreich waren:
- Paavo Nurmi, Finnland – Querfeldeinlauf, Einzel- und Mannschaftswertung: Wiederholung seiner Erfolge von 1920, 1920 außerdem siegreich über 10.000 Meter, hier in Antwerpen darüber hinaus siegreich über 1500, 5000 Meter und im 3000-Meter-Mannschaftslauf, damit jetzt achtfacher Olympiasieger
- Ugo Frigerio, Italien – 10.000 Meter Gehen: Wiederholung seines Erfolgs von 1920, 1920 außerdem siegreich über 3000 Meter Gehen, damit jetzt dreifacher Olympiasieger
- Jonni Myyrä, Finnland – Speerwurf: Wiederholung seines Erfolgs von 1920, damit jetzt dreifacher Olympiasieger
- Eero Lehtonen, Finnland – Fünfkampf: Wiederholung seines Erfolgs von 1920, damit jetzt dreifacher Olympiasieger
- Jackson Scholz, USA – 200 Meter: 1920 Olympiasieger mit der 4-mal-100-Meter-Staffel, damit jetzt zweifacher Olympiasieger
- Loren Murchison, USA – 4-mal-100-Meter-Staffel: Wiederholung seines Erfolgs von 1920
- Heikki Liimatainen, Finnland – Querfeldeinlauf, Mannschaftswertung: Wiederholung seines Erfolgs von 1920

## Resultate

### 100 m

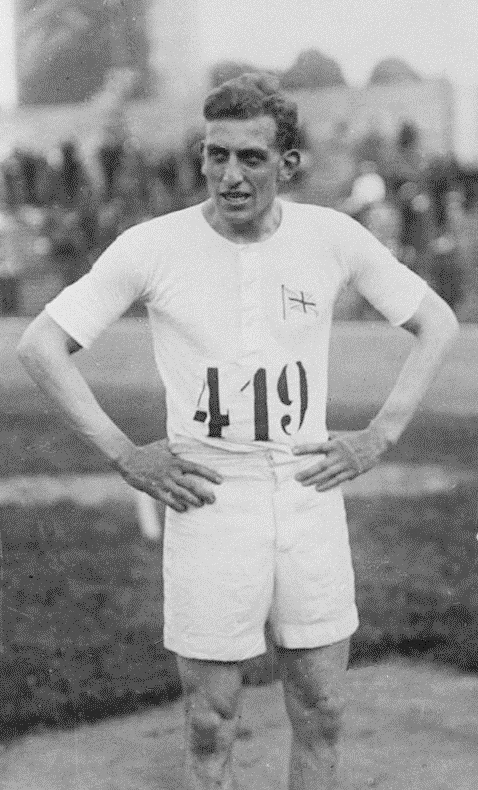
Olympiasieger Harold Abrahams

| Platz | Athlet          | Land | Zeit (s) |
| ----- | --------------- | ---- | -------- |
| 1     | Harold Abrahams | GBR  | 10,6 ORe |
| 2     | Jackson Scholz  | USA  | 10,70000 |
| 3     | Arthur Porritt  | NZL  | 10,80000 |
| 4     | Chester Bowman  | USA  | 10,90000 |
| 5     | Charles Paddock | USA  | 10,90000 |
| 6     | Loren Murchison | USA  | 11,00000 |

Finale: 7. Juli
Harold Abrahams war der erste Europäer, der Olympiasieger über die 100 Meter werden konnte. Später wurde er ein bekannter Sportjournalist und engagierte sich im britischen Leichtathletikverband. Jackson Scholz, Olympiavierter von 1920 und zwei Tage später Olympiasieger über 200 Meter, gewann Silber. Die Bronzemedaille ging an den Neuseeländer Arthur Porritt, der später über viele Jahre Mitglied des IOC war.

### 200 m
| Platz | Athlet          | Land | Zeit (s) |
| ----- | --------------- | ---- | -------- |
| 1     | Jackson Scholz  | USA  | 21,6 ORe |
| 2     | Charles Paddock | USA  | 21,70000 |
| 3     | Eric Liddell    | GBR  | 21,90000 |
| 4     | George Hill     | USA  | 22,00000 |
| 5     | Bayes Norton    | USA  | 22,00000 |
| 6     | Harold Abrahams | GBR  | 22,30000 |

Finale: 9. Juli

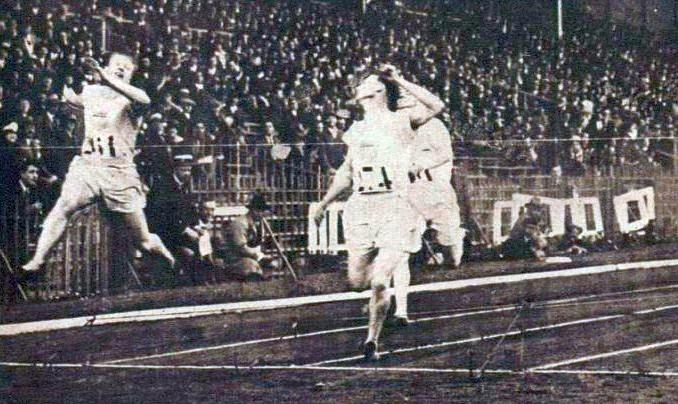
Im Ziel (v. l. n. r.): Charles Paddock, Jackson Scholz, Eric Liddell

Im 200-Meter-Finale lagen zu Beginn der Zielgeraden außer Harold Abrahams, der bereits Boden verloren hatte, ziemlich alle Läufer gleichauf. Nun konnte sich Jackson Scholz absetzen. Charles Paddock kam zwar noch einmal näher, konnte aber Scholz trotz seines Zielsprungs nicht mehr einholen. Scholz stellte Archie Hahns olympischen Rekord von 1904 ein, aber Hahn war damals auf einer geraden Bahn gelaufen. Abrahams Landsmann Eric Liddell gewann hier die Bronzemedaille, bevor er zwei Tage später Olympiasieger über 400 Meter wurde.

### 400 m
| Platz | Athlet            | Land | Zeit           |
| ----- | ----------------- | ---- | -------------- |
| 1     | Eric Liddell      | GBR  | 0000047,6 s WR |
| 2     | Horatio Fitch     | USA  | 0048,4 s00000  |
| 3     | Guy Butler        | GBR  | 0048,6 s00000  |
| 4     | David Johnson     | CAN  | 0048,8 s00000  |
| 5     | John Coard Taylor | USA  | 1:07,0 min0    |
| 6     | Josef Imbach      | SUI  | 00DNF000       |

Finale: 11. Juli

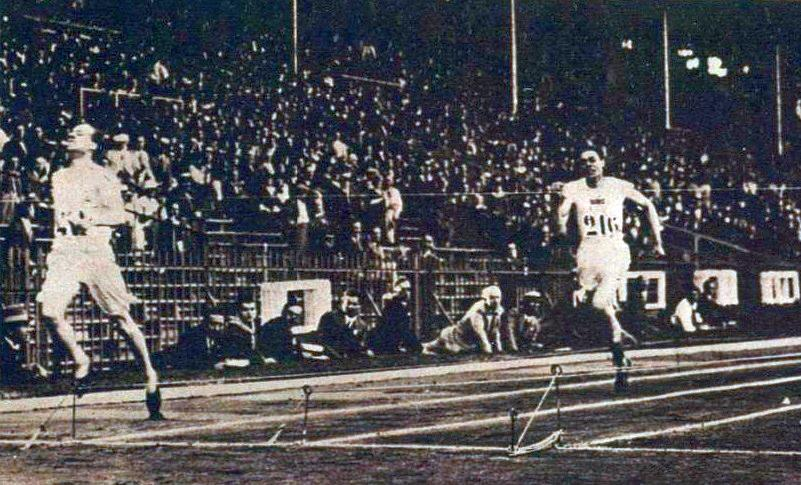
Zieleinlauf des 400-Meter-Finals: Eric Lidell deutlich vor Horatio Fitch

Eigentlich war Eric Liddells Stärke der 100-Meter-Lauf. Doch da das Finale dieses Sprints an einem Sonntag stattfand und Liddell als schottischer Pfarrer sonntags nicht starten wollte, meldete er sich neben den 200 Metern auch für die 400 Meter an. Schon in den Vorläufen fiel der olympische Rekord mehrfach und obwohl das Finale bereits zwei Stunden nach den Halbfinalrennen stattfand, steigerte Liddell den Weltrekord auf 47,6 s. Mit deutlichem Rückstand gewann Horatio Fitch nach hartem Kampf mit Guy Butler die Silbermedaille.

Zwei Läufer hatten arge Probleme, das Rennen zu beenden. Der schon mit einer Bandage angetretene John Coard Taylor verletzte sich 30 Meter vor dem Ende und schleppte sich ins Ziel. Josef Imbach trat auf die Bahninnenkannte, stürzte und wurde im Krankenhaus behandelt. Die Jury setzte ihn offiziell auf den sechsten Platz, obwohl er das Rennen nicht beendet hatte.

### 800 m
| Platz | Athlet             | Land | Zeit (min) |
| ----- | ------------------ | ---- | ---------- |
| 1     | Douglas Lowe       | GBR  | 1:52,4     |
| 2     | Paul Martin        | SUI  | 1:52,5     |
| 3     | Schuyler Enck      | USA  | 1:52,9     |
| 4     | Henry Stallard     | GBR  | 1:53,0     |
| 5     | William Richardson | USA  | 1:53,7     |
| 6     | Ray Dodge          | USA  | 1:54,2     |
| 7     | John Watters       | USA  | 1:54,8     |
| 8     | Charles Hoff       | NOR  | 1:56,7     |

Finale: 8. Juli

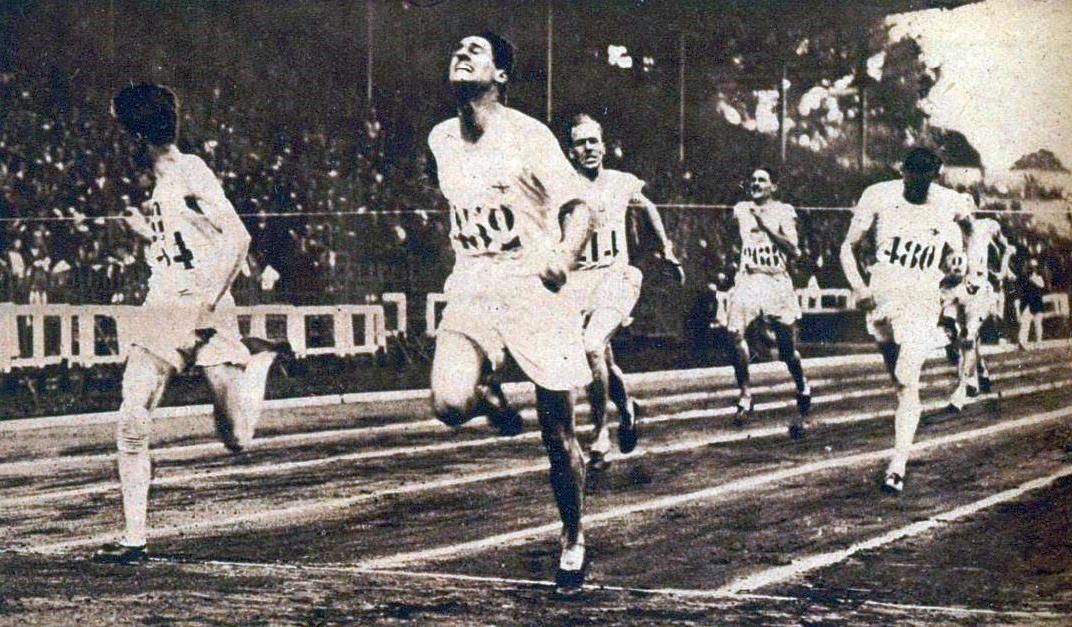
Zieleinlauf des 800-Meter-Finales

Als Favorit war Henry Stallard angereist, der britischer Meister geworden war und dabei auch Douglas Lowe besiegt hatte. Doch in seinem Zwischenlauf verletzte sich Stallard und war dadurch gehandicapt. Er suchte sein Heil in der Flucht, führte nach einer 400-Meter-Durchgangszeit von 54,0 s bis zur 600-Meter-Marke. Dann erlahmten seine Kräfte. Douglas Lowe, Paul Martin und zuletzt auch Schuyler Enck zogen an ihm vorbei. Ganz vorne gab es einen harten Zweikampf um Gold, den Lowe gegen den Außenseiter Martin knapp für sich entscheiden konnte.

Die Zeiten waren hochklassig, Ted Merediths Weltrekord von 1912 wurde nur um eine halbe Sekunde verfehlt. Erstaunlich war hier der achte Platz, den Charles Hoff errang. Er war eigentlich ein Stabhochspringer der absoluten Weltklasse und wäre bei diesen Spielen als Mitfavorit gestartet. Doch er zog sich eine Verletzung zu, die es ihm unmöglich machte, diese Sportart weiter auszuüben. So sattelte er mit imposantem Erfolg ganz kurzfristig auf die Mittelstrecke um.

### 1500 m
| Platz | Athlet          | Land | Zeit (min) |
| ----- | --------------- | ---- | ---------- |
| 1     | Paavo Nurmi     | FIN  | 3:53,6 OR  |
| 2     | Willy Schärer   | SUI  | 3:55,0000  |
| 3     | Henry Stallard  | GBR  | 3:55,6000  |
| 4     | Douglas Lowe    | GBR  | 3:57,0000  |
| 5     | Ray Buker       | USA  | 3:58,6000  |
| 6     | Lloyd Hahn      | USA  | 3:59,0000  |
| 7     | Ray Watson      | USA  | 3:59,9000  |
| 8     | Frej Liewendahl | FIN  | 4:00,3000  |

Finale: 10. Juli
Die Terminierung der Endläufe über 1500 und 5000 Meter war so vorgenommen, dass ein Doppelstart über diese beiden Distanzen ausgeschlossen schien. 26 Minuten nach der Zielankunft des 1500-Meter-Laufs fand bereits der Start über 5000 Meter statt. Aber für Paavo Nurmi war offensichtlich nichts unmöglich. Am 19. Juni 1924 testete der Finne, ob er es riskieren konnte, diese beiden Strecken bei den Olympischen Spielen in Angriff zu nehmen. Das Ergebnis seines Versuchs endete mit Weltrekorden auf beiden Distanzen. Hier in Paris gewann Nurmi zunächst die 1500 Meter, die er mit der Stoppuhr in der Hand mit olympischem Rekord problemlos für sich entschied. Willy Schärer wurde Zweiter und Henry Stallard errang hier mit Bronze trotz seiner Verletzung doch noch eine olympische Medaille.

### 5000 m

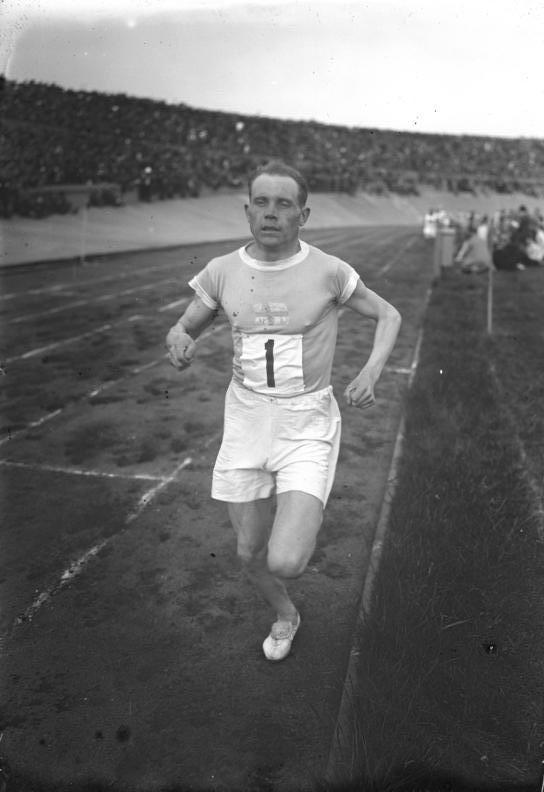
Paavo Nurmi – vierfacher Olympiasieger dieser Spiele

| Platz | Athlet          | Land | Zeit (min) |
| ----- | --------------- | ---- | ---------- |
| 1     | Paavo Nurmi     | FIN  | 14:31,2 OR |
| 2     | Ville Ritola    | FIN  | 14:31,4000 |
| 3     | Edvin Wide      | SWE  | 15:01,8000 |
| 4     | John Romig      | USA  | 15:12,3000 |
| 5     | Eino Seppälä    | FIN  | 15:18,3000 |
| 6     | Charles Clibbon | GBR  | 15:28,9000 |
| 7     | Lucien Dolquès  | FRA  | 15:33,0000 |
| 8     | Axel Eriksson   | SWE  | 15:38,0000 |

Finale: 10. Juli
26 Minuten nach der Zielankunft über 1500 Meter ging es für Paavo Nurmi nun auf der 5000-Meter-Distanz weiter. Die Konkurrenz war sehr ernst zu nehmen. V. a. Nurmis Landsmann Ville Ritola hatte vier Tage nach seinem Olympiasieg über 10.000 Meter beste Karten, da er im Gegensatz zu Nurmi ausgeruht an den Start gehen konnte. So versuchten Ritola und Edvin Wide mit hohem Tempo von Beginn an, Nurmi mürbe zu machen. Doch das gelang ihnen nicht. An der 3000-Meter-Marke verlor Wide den Anschluss. Nurmi übernahm bei 4000 Metern selber die Führung. Ritola schaffte es trotz einiger Attacken nicht, Nurmi zu schlagen. Beide blieben deutlich unter dem bestehenden olympischen Rekord ihres Landsmanns Hannes Kolehmainen von 1912 und Wide kam ca. eine halbe Minute später auf den dritten Platz.

### 10.000 m

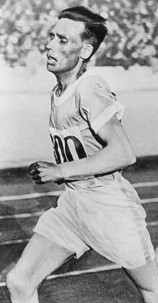
Ville Ritola gewann das Rennen über 10.000 Meter in Weltrekordzeit

| Platz | Athlet          | Land | Zeit (min) |
| ----- | --------------- | ---- | ---------- |
| 1     | Ville Ritola    | FIN  | 30:23,2 WR |
| 2     | Edvin Wide      | SWE  | 30:55,2000 |
| 3     | Eero Berg       | FIN  | 31:43,0000 |
| 4     | Väinö Sipilä    | FIN  | 31:50,2000 |
| 5     | Ernie Harper    | GBR  | 31:58,0000 |
| 6     | Halland Britton | GBR  | 32:06,0000 |
| 7     | Guillaume Tell  | FRA  | 32:12,0000 |
| 8     | Earl Johnson    | USA  | 32:17,0000 |

6. Juli
Zu gerne wäre Paavo Nurmi auch in diesem Wettbewerb an den Start gegangen, zumal es wie vorher üblich keine Vorläufe gab. Aber der finnische Verband befürchtete eine Überbelastung seines Stars und so konnte Ville Ritola, der als Weltrekordler hier antrat, sich hier frei entfalten. Sein einziger Widersacher war Edvin Wide, den Ritola jedoch schon weit vor Rennende abhängte. Bei seinem Olympiasieg verbesserte der Finne seinen eigenen Weltrekord um mehr als zwölf Sekunden und Fachleute gingen davon aus, dass Nurmi sich mit diesem Ritola sehr schwer getan hätte. Allerdings pulverisierte Nurmi Ende August Ritolas Weltrekord mit 30:06,2 min.

### Marathon
| Platz | Athlet            | Land | Zeit (h)   |
| ----- | ----------------- | ---- | ---------- |
| 1     | Albin Stenroos    | FIN  | 2:41:23    |
| 2     | Romeo Bertini     | ITA  | 2:47:20000 |
| 3     | Clarence DeMar    | USA  | 2:48:14000 |
| 4     | Lauri Halonen     | FIN  | 2:49:48000 |
| 5     | Sam Ferris        | GBR  | 2:52:26000 |
| 6     | Manuel Plaza      | CHI  | 2:52:54000 |
| 7     | Boughera El-Ouafi | FRA  | 2:54:20000 |
| 8     | Gustav Kinn       | SWE  | 2:54:34000 |

13. Juli

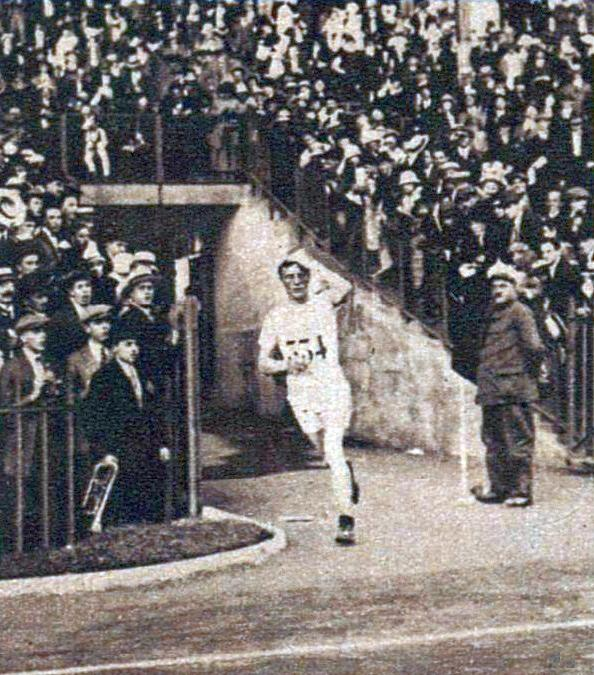
Olympiasieger Albin Stenroos erreicht das Stadion

Der bereits 35-jährige Albin Stenroos hielt sich anfangs zurück. Zwölf Jahre zuvor bei den Olympischen Spielen 1912 hatte er bereits die Bronzemedaille im 10.000-Meter-Lauf gewonnen. Der Grieche Alexandros Kranis begann das Rennen in schnellem Tempo und setzte sich bald von allen anderen ab. Doch nach zehn Kilometern fiel er immer weiter zurück und gab später auf. Ab Kilometer vierzehn übernahm Georges Verger die Spitze. Aber auch dieser hatte sich übernommen und musste aufgeben. Am Wendepunkt kam Stenroos nach vorne und baute seinen Vorsprung bis zum Ziel auf mehr als sechs Minuten aus. Die Silbermedaille errang Romeo Bertini, Bronze ging an Clarence DeMar. Dieser gewann den Boston-Marathon im Laufe seiner Karriere siebenmal, zum ersten Mal im Jahre 1911 und zum letzten Mal 1930 im Alter von 42 Jahren.

### 110 m Hürden

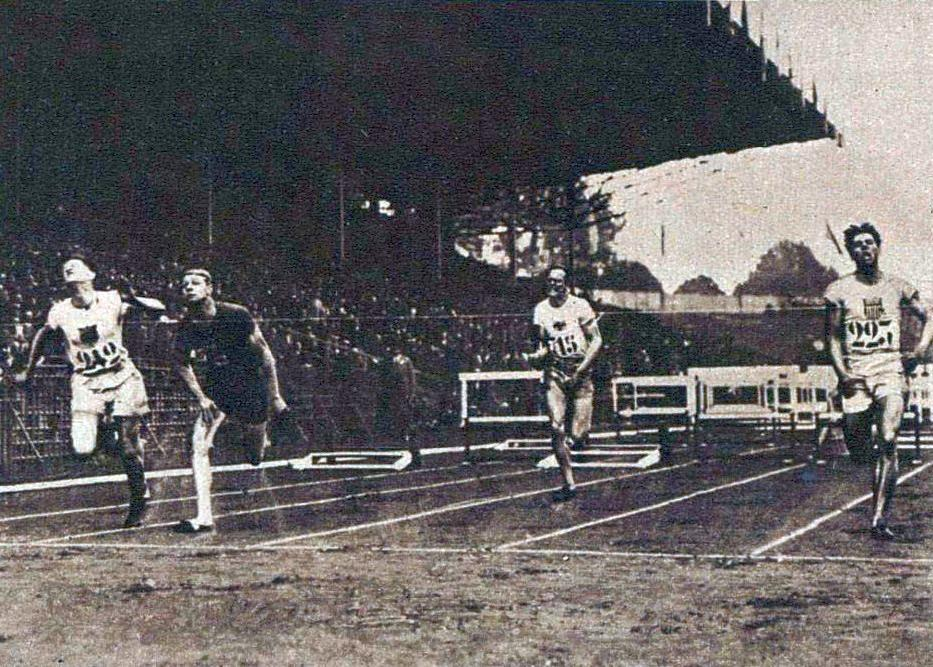
Die 110-Meter-Hürdenläufer im Ziel (v. l. n. r.): Daniel Kinsey, Sidney Atkinson, Carl-Axel Christiernsson, George Guthrie

| Platz | Athlet                   | Land | Zeit (s)          |
| ----- | ------------------------ | ---- | ----------------- |
| 1     | Daniel Kinsey            | USA  | 15,0              |
| 2     | Sidney Atkinson          | RSA  | 15,0              |
| 3     | Sten Pettersson          | SWE  | 15,4              |
| 4     | Carl-Axel Christiernsson | SWE  | 15,5              |
| 5     | Karl Anderson            | USA  | k. A.             |
| 6     | George Guthrie           | USA  | 3 Hürden gerissen |

Finale: 9. Juli
Einen bis zum Schluss spannenden Zweikampf erlebten die Zuschauer zwischen Daniel Kinsey und Sidney Atkinson. Knapp in Führung liegend schlug Atkinson gegen die letzte Hürde und verlor seinen Rhythmus. So passierte Kinsey ihn noch und gewann die Goldmedaille.

George Guthrie lief mit 15,1 s als Dritter durchs Ziel, erhielt jedoch wegen Reißens dreier Hürden nicht die Bronzemedaille. Er wurde offiziell auf Platz sechs gewertet.

### 400 m Hürden

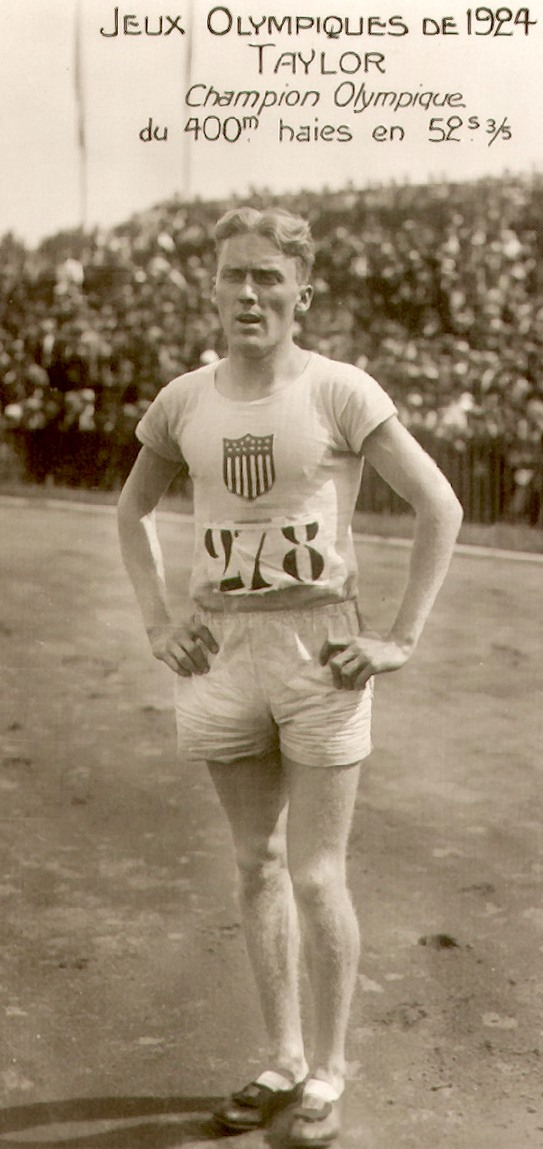
Olympiasieger Morgan Taylor

| Platz | Athlet             | Land | Zeit (s) |
| ----- | ------------------ | ---- | -------- |
| 1     | Morgan Taylor      | USA  | 52,6000  |
| 2     | Erik Wilén         | FIN  | 53,8 OR  |
| 3     | Ivan Riley         | USA  | 54,2000  |
| 4     | Géo André          | FRA  | 56,2000  |
|       | Charles Brookins   | USA  | DSQ000   |
|       | Frederick Blackett | GBR  | DSQ000   |

Finale: 7. Juli
Die Logik der Zeitwertungen dieses Rennens – entsprechend nach den damals gültigen Regeln – ist schwer nachvollziehbar. Morgan F. Taylors Zeit wurde nicht als Weltrekord anerkannt, weil er eine Hürde gerissen hatte, seinem Olympiasieg dagegen tat das keinen Abbruch. Genauso wie heute dagegen wurde mit Charles Brookins verfahren, der ursprünglich auf dem zweiten Platz gelegen hatte, jedoch disqualifiziert wurde, weil er außerhalb seiner Bahn gelaufen war. So gewann Erik Wilén die Silbermedaille und war mit einer Zeit von 1,2 Sekunden langsamer als der Sieger. Trotzdem war er alleiniger Inhaber des olympischen Rekords. Frederick Blackett hatte drei Hürden gerissen und als Sechster das Ziel passiert. Im Gegensatz zu George Guthrie, dem dasselbe über 110 Meter Hürden passierte, wurde Blackett offiziell disqualifiziert.

### 3000 m Hindernis
| Platz | Athlet          | Land | Zeit (min)     |
| ----- | --------------- | ---- | -------------- |
| 1     | Ville Ritola    | FIN  | 09:33,6 WBL/OR |
| 2     | Elias Katz      | FIN  | 09:44,0000     |
| 3     | Paul Bontemps   | FRA  | 09:45,2000     |
| 4     | Marvin Rick     | USA  | 09:56,4000     |
| 5     | Karl Ebb        | FIN  | 09:57,5000     |
| 6     | Evelyn Montague | GBR  | 09:58,0000     |
| 7     | Michael Devaney | USA  | 10:01,0000     |
| 8     | Albert Isola    | FRA  | 10:14,8000     |

Finale: 9. Juli

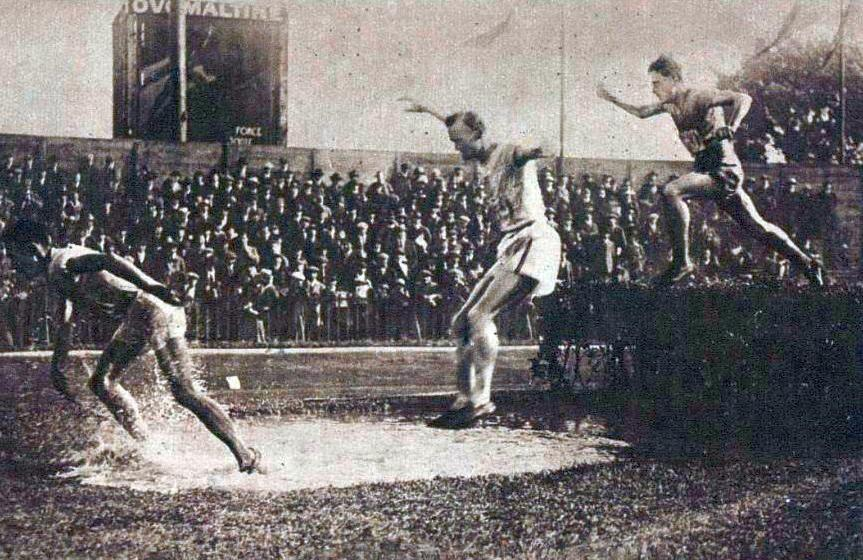
Auf der Strecke des Hindernisrennens, in Führung der spätere Sieger Ville Ritola, auf Platz drei Bronzemedaillengewinner Paul Bontemps

Ville Ritola, bereits Olympiasieger über 10.000 Meter war seinen Gegnern läuferisch so weit überlegen, dass er auch ohne besondere Hindernistechnik mit deutlichem Vorsprung seine zweite Goldmedaille vor Elias Katz und Paul Bontemps gewann. Mit seiner Siegerzeit unterbot Ritola den bestehenden olympischen Rekord um fast 27 Sekunden.

### 4 × 100 m Staffel
| Platz | Land           | Athleten                                                      | Zeit (s) |
| ----- | -------------- | ------------------------------------------------------------- | -------- |
| 1     | USA            | Frank Hussey Louis Clarke Loren Murchison Al LeConey          | 41,0 WRe |
| 2     | Großbritannien | Harold Abrahams Walter Rangeley Lancelot Royle William Nichol | 41,20000 |
| 3     | Niederlande    | Jaap Boot Harry Broos Jan de Vries Rinus van den Berge        | 41,80000 |
| 4     | Ungarn         | Ferenc Gerő Lajos Kurunczy László Muskát Gusztáv Rózsahegyi   | 42,00000 |
| 5     | Frankreich     | Maurice Degrelle Albert Heisé René Mourlon André Mourlon      | 42,20000 |
|       | Schweiz        | Karl Borner Heinz Hemmi Josef Imbach Victor Moriaud           | DSQ0000  |

Finale: 13. Juli
Die klar favorisierte US-Staffel gewann letztendlich und stellte dabei ihren eigenen Weltrekord aus dem Zwischenlauf ein. Aber die Briten konnten lange mithalten und lagen am Ende nur zwei Zehntelsekunden zurück. Die Bronzemedaille ging an die Niederländer.

### 4 × 400 m Staffel
| Platz | Land               | Athleten                                                             | Zeit (min) |
| ----- | ------------------ | -------------------------------------------------------------------- | ---------- |
| 1     | USA                | Commodore Cochran William Stephenson Oliver MacDonald Alan Helffrich | 3:16,0 WR  |
| 2     | Schweden           | Artur Svensson Erik Byléhn Gustaf Wejnarth Nils Engdahl              | 3:17,0000  |
| 3     | Großbritannien     | Edward Toms George Renwick Richard Ripley Guy Butler                 | 3:17,4000  |
| 4     | Kanada             | Horace Aylwin Alan Christie David Johnson William Maynes             | 3:22,8000  |
| 5     | Frankreich         | Raymond Fritz Gaston Féry Francis Galtier Barthélémy Favodon         | 3:23,4000  |
| 6     | Königreich Italien | Guido Cominotto Luigi Facelli Alfredo Gargiullo Ennio Maffiolini     | 3:28,0000  |

Finale: 13. Juli
Bis zum ersten Wechsel führte Großbritannien, allerdings mussten die Briten auf ihren 400-Meter-Oympiasieger Eric Liddell verzichten, weil das Rennen an einem Sonntag stattfand und Liddell wie schon über 100 Meter sonntags nicht startete. William Stephenson brachte die Staffel der USA als zweiter Läufer mit fünf Metern Vorsprung in Führung. Auch Oliver MacDonald und Alan Helffrich setzten das Rennen für die Vereinigten Staaten mit hoher Geschwindigkeit fort. So siegten die US-Amerikaner mit neuer Weltrekordzeit. Platz zwei belegte Schweden vor Großbritannien.

### 3000 m Mannschaft
| Platz | Land           | Athleten | Platzziffer |
| ----- | -------------- | --- | ----------- |
| 1     | Finnland       | Paavo Nurmi (1. – 8:32,0 OR) Ville Ritola (2. – 8:40,6) Elias Katz (5. – 8:45,4) nicht in der Wertung: Sameli Tala (13.) Frej Liewendahl (DNF)      | 08          |
| 2     | Großbritannien | Bertram Macdonald (3.) Herbert Johnston (4.) George Webber (7.) nicht in der Wertung: Walter Porter (10.) Arthur Clark (14.) William Seagrove (16.) | 14          |
| 3     | USA            | Edward Kirby (6.) William Cox (8.) Willard Tibbetts (11.) nicht in der Wertung: Leo Larrivee (17.) Joie Ray (18.) James Connolly (DNF)              | 25          |
| 4     | Frankreich     | Paul Bontemps (9.) Armand Burtin (11.) Léonard Mascaux (15.) nicht in der Wertung: Camille Barbaud (19.) Jean Keller (DNF) Lucien Duquesne (DNF)    | 31          |

Finale: 13. Juli
Gewertet wurde wie schon bei allen früheren olympischen Austragungen dieses Rennens durch Addition der Einzelplatzierungen, die Platzziffer also. Überlegen gewann Finnland diesen Wettbewerb. Paavo Nurmi und Ville Ritola, die weitaus besten Bahnlangstreckler dieser Spiele, belegten auch hier mit klarem Vorsprung die Plätze eins und zwei – was für die beiden ihre Goldmedaillen Nummer fünf (Nurmi) bzw. vier (Ritola) bedeutete. Ihr Teamkollege Elias Katz wurde Fünfter. Auch dahinter gab es eine klare Rangfolge mit den Briten auf Platz zwei und den USA auf dem dritten Platz.

Der 3000-Meter-Mannschaftslauf stand letztmals auf dem olympischen Programm.

### Querfeldeinlauf

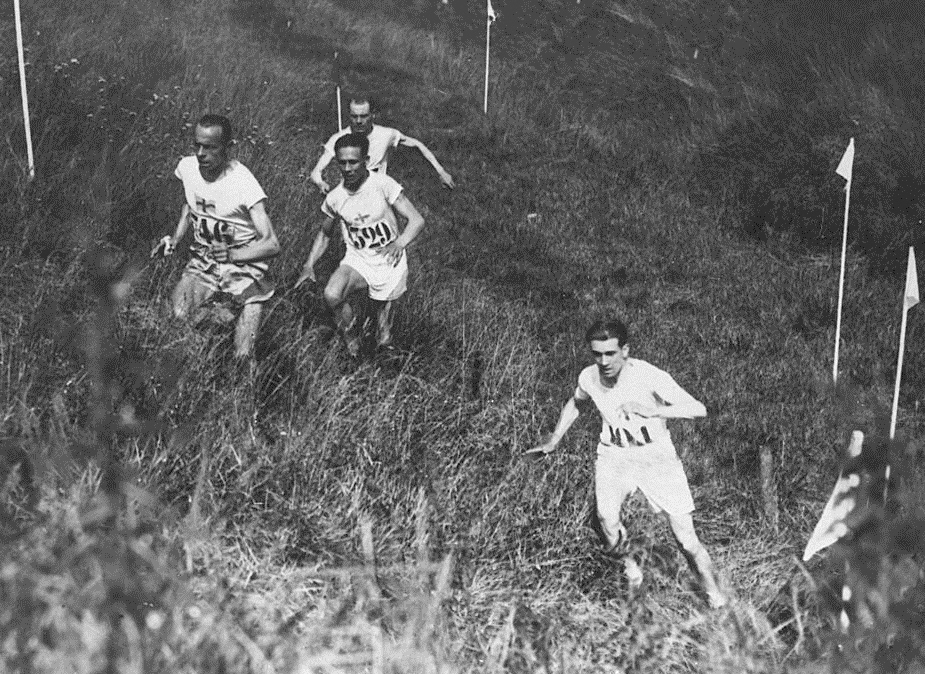
Spitzengruppe zu Beginn des Rennens, in Führung ein unbekannter Läufer, dahinter Edvin Wide (2.), Ville Ritola (3.) und Paavo Nurmi (4.)

Der Querfeldeinlauf, in den englischsprachigen Ländern und heute auch bei uns als Crosslauf bezeichnet, wurde hier zum dritten und letzten Mal als olympischer Wettkampf ausgetragen. Es gab eine Einzel- und eine Mannschaftswertung. Die Streckenlänge in Paris betrug 10.650 Meter.

Dieser Wettbewerb ging in die Geschichte als Sonnenschlacht oder Hitzeschlacht von Colombes ein. Das Rennen fand bei 36 °C im Schatten statt und ging über die Kräfte der meisten Teilnehmer. Von 38 gestarteten Läufern erreichten gerade einmal fünfzehn das Ziel. In den Krankenhäusern machten die Ärzte Überstunden, um den von ihren Strapazen gezeichneten Athleten zu helfen.

#### Einzelwertung
| Platz | Athlet            | Land | Zeit (min) |
| ----- | ----------------- | ---- | ---------- |
| 1     | Paavo Nurmi       | FIN  | 32:54,8    |
| 2     | Ville Ritola      | FIN  | 34:19,4    |
| 3     | Earl Johnson      | USA  | 35:21,0    |
| 4     | Ernie Harper      | GBR  | 35:45,4    |
| 5     | Henri Lauvaux     | FRA  | 36:44,8    |
| 6     | Arthur Studenroth | USA  | 36:45,4    |
| 7     | Carlo Martinenghi | ITA  | 37:01,0    |
| 8     | August Fager      | USA  | 37:40,6    |

Datum: 12. Juli
Auch die große Hitze konnte der Überlegenheit Paavo Nurmis nichts anhaben. Wie über 5000 Meter gab es einen Doppelsieg für Finnland mit Nurmi auf Platz eins und Ville Ritola auf dem zweiten Platz. Allerdings gab es hier im Gegensatz zum 5000-Meter-Lauf einen erheblichen Abstand zwischen den beiden, der fast eineinhalb Minuten betrug. Bis zur Rennhälfte hatten die Favoriten noch gemeinsam geführt. Aber schließlich musste auch Edvin Wide, der später aufgab, die beiden Finnen ziehen lassen. Anschließend hängte Nurmi seinen letzten verbliebenen Gegner Ritola ab. Auch die weiteren Abstände im Ziel waren groß. Mehr als eine Minute auf Ritola folgte Earl Johnson, der damit die Bronzemedaille gewann.

#### Mannschaftswertung
in Klammern: Platzziffer für die Mannschaftswertung
| Platz | Land       | Athleten | Platzziffer |
| ----- | ---------- | --- | ----------- |
| 1     | Finnland   | Paavo Nurmi (1) Ville Ritola (2) Heikki Liimatainen (8) nicht in der Wertung: Eero Berg (DNF) Eino Rastas Väinö Sipilä (DNF)                 | 11          |
| 2     | USA        | Earl Johnson (3) Arthur Studenroth (5) August Fager (6) nicht in der Wertung: James Henigan (DNF) Verne Booth (DNF) John Gray (DNF)          | 14          |
| 3     | Frankreich | Henri Lauvaux (4) Gaston Heuet (7) Maurice Norland (9) nicht in der Wertung: Robert Marchal (DNF) Lucien Dolquès (DNF) André Lausseigh (DNF) | 20          |

Datum: 12. Juli
Wie im 3000-Meter-Mannschaftslauf ergab sich die Wertung dieses Rennens über die Platzziffer. Die in der Tabelle links in Klammern angegebenen Wertungsplatzierungen weichen von den erreichten Plätzen in der Einzelwertung des Rennens ab, weil solche Läufer, deren Teams ausgeschieden waren, weil weniger als drei Läufer das Ziel erreicht hatten, nicht berücksichtigt wurden.
Finnland war nach dem Doppelsieg von Paavo Nurmi und Ville Ritola sowie Platz zwölf durch Heikki Liimatainen in der Einzelwertung auch hier vorne. Die USA gewann Silber, Frankreich Bronze. Alle anderen Mannschaften schieden aus, weil sie nicht die geforderte Mindestanzahl von drei Läufern ins Ziel brachten.

### 10.000 m Gehen
| Platz | Athlet             | Land | Zeit (min) |
| ----- | ------------------ | ---- | ---------- |
| 1     | Ugo Frigerio       | ITA  | 47:49,0    |
| 2     | Gordon Goodwin     | GBR  | 48:37,9    |
| 3     | Cecil McMaster     | RSA  | 49:08,0    |
| 4     | Donato Pavesi      | ITA  | 49:17,0    |
| 5     | Arthur Tell Schwab | SUI  | 49:50,0    |
| 6     | Ernest Clark       | GBR  | 49:59,2    |
| 7     | Armando Valente    | ITA  | 50:07,0    |
| 8     | Luigi Bosatra      | ITA  | 50:09,0    |

Finale: 13. Juli
Für die Geher gab es diesmal nur einen Wettbewerb. Auch hier in Paris wurde der Wettkampf wieder auf der Bahn ausgetragen. Und wieder war Ugo Frigerio der herausragende Athlet des Teilnehmerfeldes. Er gewann die Goldmedaille mit mehr als fünfzig Sekunden Vorsprung vor Gordon Goodwin und Cecil McMaster. Vier Jahre später wurde das Gehen dann vorübergehend ganz aus dem olympischen Programm genommen, bevor es 1932 wieder einen Wettkampf gab, der in Los Angeles über die Distanz von fünfzig Kilometern ausgetragen wurde. Ugo Frigerio war dort wieder dabei und gewann die Bronzemedaille.

### Hochsprung
| Platz | Athlet           | Land | Höhe (m) |
| ----- | ---------------- | ---- | -------- |
| 1     | Harold Osborn    | USA  | 1,98 OR  |
| 2     | Leroy Brown      | USA  | 1,95000  |
| 3     | Pierre Lewden    | FRA  | 1,92000  |
| 4     | Tom Poor         | USA  | 1,88000  |
| 5     | Jenő Gáspár      | HUN  | 1,88000  |
| 6     | Helge Jansson    | SWE  | 1,85000  |
| 7     | Pierre Guilloux  | FRA  | 1,85000  |
| 8     | Sverre Helgesen  | NOR  | 1,83000  |
| 8     | Lawrence Roberts | RSA  | 1,83000  |

7. Juli

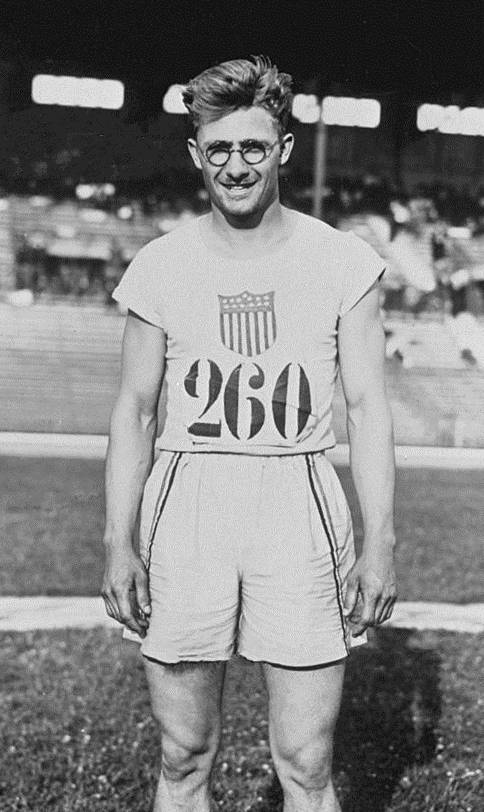
Harold Osborn – Olympiasieger im Hochsprung und fünf Tage später auch im Zehnkampf

Ganz ohne Tricks wurde Harold Osborn hier Olympiasieger im Hochsprung. In anderen Wettkämpfen vor und nach diesen Spielen hatte Osborn eine eigentlich unerlaubte Technik zur Perfektion entwickelt: er rollte im von George Horine entwickelten Western Roll über die Latte und drückte sie so geschickt gegen die Auflageständer, dass sie nicht herunterfiel, auch wenn Osborn sie eigentlich nicht wirklich überquert hatte. Diese Technik war nur dadurch möglich, dass die Latte nur in Sprunggrubenrichtung nach vorne fallen konnte und zur anderen Seite fest auflag. Um diese unerlaubte Art zu verhindern, wurde die Lattenaufhängung bald so gestaltet, dass sie auch nach hinten fallen konnte.

In Paris übersprang Osborn völlig korrekt 1,98 m, was olympischen Rekord bedeutete. Leroy Brown schaffte diese Höhe nicht mehr und wurde Olympiazweiter, Pierre Lewden gewann mit 1,92 m die Bronzemedaille. An 2,02 m, die Osborn noch auflegen ließ, scheiterte auch er. Um die Plätze vier/fünf sowie sechs/sieben gab es aufgrund der noch fehlenden Mehrversuchs- oder Fehlversuchsregel jeweils Stechen.

Harold Osborn gewann fünf Tage später auch den Zehnkampf und ist bis heute der einzige Leichtathlet, der die Goldmedaillen in einer Einzeldisziplin und im Zehnkampf erringen konnte.

### Stabhochsprung

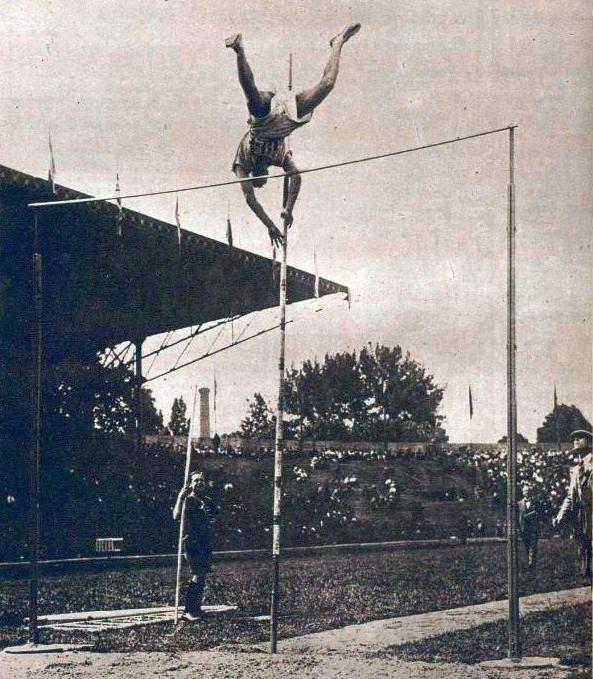
Lee Barnes beim Stabhochsprung

| Platz | Athlet            | Land | Höhe (m) |
| ----- | ----------------- | ---- | -------- |
| 1     | Lee Barnes        | USA  | 3,95     |
| 2     | Glenn Graham      | USA  | 3,95     |
| 3     | James Brooker     | USA  | 3,90     |
| 4     | Henry Petersen    | DEN  | 3,90     |
| 5     | Victor Pickard    | CAN  | 3,80     |
| 6     | Ralph Spearow     | USA  | 3,70     |
| 7     | Maurice Henrijean | BEL  | 3,65     |

Finale: 10. Juli
Im Stabhochsprungfinale, für das sich sieben Springer qualifiziert hatten, gab es jeweils ein Stechen um Gold und um Bronze. Der erst 17-jährige Lee Barnes wurde dabei Olympiasieger mit 3,95 m vor dem 20-jährigen Glenn Graham. James Brooker gewann die Bronzemedaille gegen Henry Petersen – beide 3,90 m. Der olympische Rekord von Frank Foss mit 4,09 m von 1920 blieb allerdings unangetastet. Darüber hinaus fehlte der norwegische Weltrekordler – 4,21 m – Charles Hoff, der wegen einer Verletzung diese Sportart nicht mehr ausüben konnte. Hoff hatte deshalb kurzentschlossen auf die Mittelstrecke umgesattelt und wurde hier in Paris Olympiaachter im 800-Meter-Lauf.

### Weitsprung
| Platz | Athlet                 | Land | Weite (m) |
| ----- | ---------------------- | ---- | --------- |
| 1     | William DeHart Hubbard | USA  | 7,445     |
| 2     | Edward Gourdin         | USA  | 7,275     |
| 3     | Sverre Hansen          | NOR  | 7,260     |
| 4     | Vilho Tuulos           | FIN  | 7,070     |
| 5     | Louis Wilhelme         | FRA  | 6,990     |
| 6     | Chris Mackintosh       | GBR  | 6,920     |
| 7     | Virgilio Tommasi       | ITA  | 6,890     |
| 8     | Jaap Boot              | NED  | 6,860     |

Finale: 8. Juli

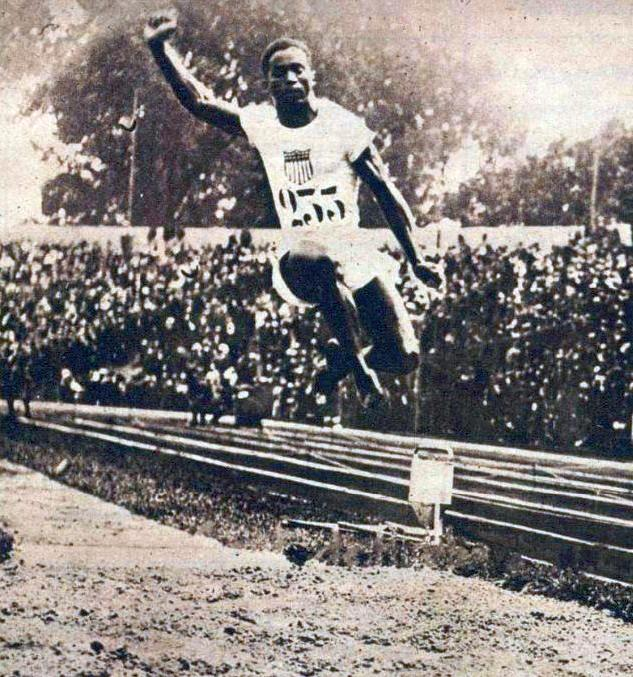
William DeHart Hubbard siegte im Weitsprung

Am Vortag hatte Robert LeGendre im Fünfkampf mit 7,765 m einen Weitsprungweltrekord aufgestellt. Das änderte jedoch nichts daran, das William DeHart Hubbard mit 7,445 m Olympiasieger wurde. Mit DeHart Hubbard gewann einer der weltbesten Weitspringer seiner Zeit. Er wurde amerikanischer Meister von 1922 bis 1927 und löste 1925 LeGendre mit 7,89 m als Weltrekordler ab. Die Plätze zwei und drei gingen an Edward Gourdin und Sverre Hansen.

### Dreisprung
| Platz | Athlet        | Land | Weite (m) |
| ----- | ------------- | ---- | --------- |
| 1     | Nick Winter   | AUS  | 15,525 WR |
| 2     | Luis Brunetto | ARG  | 15,425000 |
| 3     | Vilho Tuulos  | FIN  | 15,370000 |
| 4     | Väinö Rainio  | FIN  | 15,010000 |
| 5     | Folke Jansson | SWE  | 14,970000 |
| 6     | Mikio Oda     | JPN  | 14,350000 |
| 7     | Earle Wilson  | USA  | 14,235000 |
| 8     | Ivar Sahlin   | SWE  | 14,160000 |

12. Juli

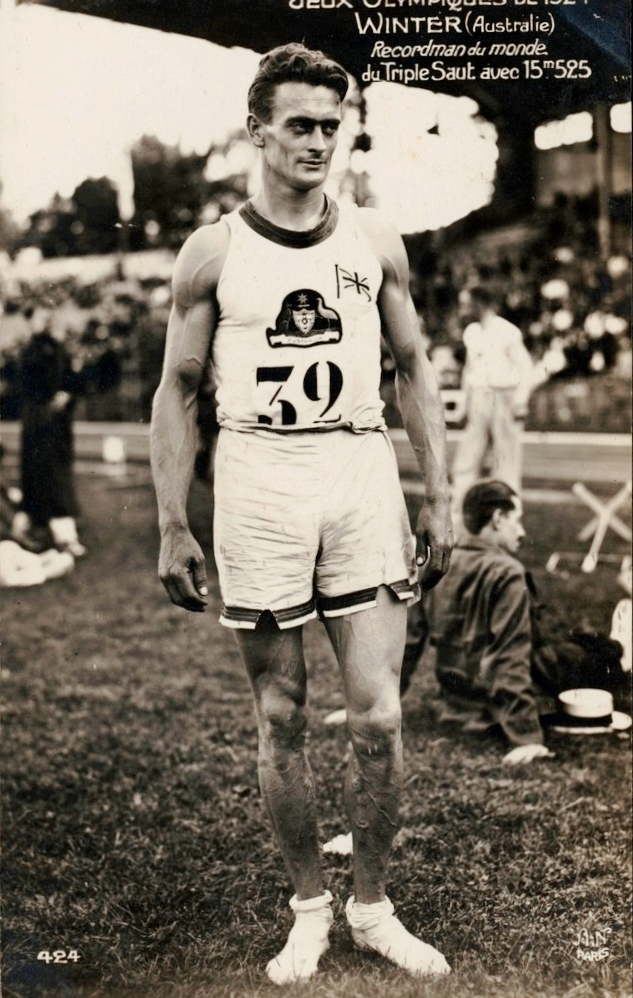
Olympiasieger Nick Winter

Der Dreisprung entwickelte sich zu einem Wettbewerb besonderer Klasse. Gleich vier Springer meisterten die 15-Meter-Marke und schon im Vorkampf verbesserte Luis Brunetto Tim Ahearnes olympischen Rekord auf 15,425 m. Favorit Vilho Tuulos, Olympiasieger von 1920 sprang mit 15,37 m genau 87 cm weiter als bei seinem Olympiasieg und gewann doch „nur“ Bronze. Die Goldmedaille ging an den überraschend starken Nick Winter, der im letzten Versuch mit 15,525 m einen neuen Weltrekord erzielte und damit Brunetto auf den zweiten Platz verdrängte.

### Kugelstoßen

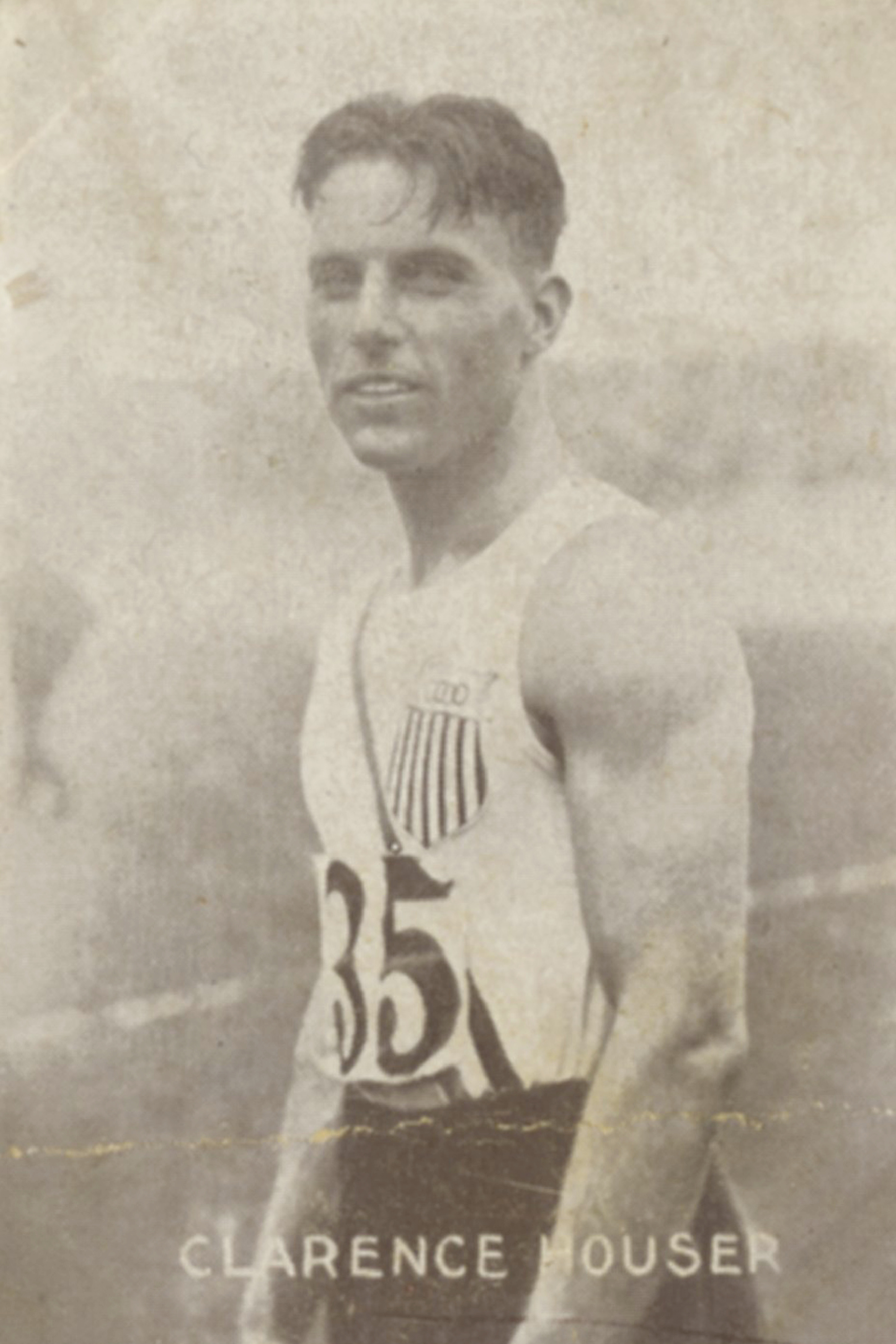
Der Kugelstoß- und Diskuswurf-Olympiasieger Bud Houser auf einer Sammelkarte aus dem Jahr 1930

| Platz | Athlet          | Land | Weite (m) |
| ----- | --------------- | ---- | --------- |
| 1     | Bud Houser      | USA  | 14,995    |
| 2     | Glenn Hartranft | USA  | 14,895    |
| 3     | Ralph Hills     | USA  | 14,640    |
| 4     | Hannes Torpo    | FIN  | 14,450    |
| 5     | Norman Anderson | USA  | 14,290    |
| 6     | Elmer Niklander | FIN  | 14,265    |
| 7     | Ville Pörhölä   | FIN  | 14,100    |
| 8     | Bertil Jansson  | SWE  | 13,760    |

Finale: 8. Juli
Im Kugelstoßen gab es einen Dreifacherfolg der US-Amerikaner. Bud Houser – mit vollem Namen eigentlich Lemuel Clarence Houser – gewann knapp vor Glenn Hartranft. Die Leistungen der Athleten reichten allerdings nicht ganz heran an die Weiten, die Ralph Rose und Pat McDonald in der Ära vor dem Ersten Weltkrieg erzielt hatten. Ville Pörhölä, vor vier Jahren in Antwerpen noch Olympiasieger, musste sich hier mit einem siebten Platz begnügen.

### Diskuswurf
| Platz | Athlet            | Land | Weite (m) |
| ----- | ----------------- | ---- | --------- |
| 1     | Bud Houser        | USA  | 46,155 OR |
| 2     | Vilho Niittymaa   | FIN  | 44,950000 |
| 3     | Thomas Lieb       | USA  | 44,830000 |
| 4     | Gus Pope          | USA  | 44,420000 |
| 5     | Ketil Askildt     | NOR  | 43,405000 |
| 6     | Glenn Hartranft   | USA  | 42,490000 |
| 7     | Elmer Niklander   | FIN  | 42,090000 |
| 8     | Heikki Malmivirta | FIN  | 41,160000 |

13. Juli
Die beiden finnischen Olympiasieger vergangener Jahre Armas Taipale – 1912 – und Elmer Niklander – 1920 – schieden bereits in der Qualifikation aus, denn ins Finale gelangten nur die besten Sechs. Sie erreichten nicht mehr das Niveau ihrer besten Zeiten. Aber sie hatten würdige Nachfolger. Bud Houser, der im Kugelstoßen bereits Gold gewonnen hatte, stellte bei seinem Diskuswurfolympiasieg mit 46,155 m einen neuen olympischen Rekord auf. Vilho Niittymaa und Thomas Lieb blieben als Zweiter und Dritter nur knapp unter der 45-Meter-Marke.

### Hammerwurf
| Platz | Athlet          | Land | Weite (m) |
| ----- | --------------- | ---- | --------- |
| 1     | Fred Tootell    | USA  | 53,295    |
| 2     | Matt McGrath    | USA  | 50,840    |
| 3     | Malcolm Nokes   | GBR  | 48,875    |
| 4     | Erik Eriksson   | FIN  | 48,740    |
| 5     | Ossian Skiöld   | SWE  | 45,285    |
| 6     | James McEachern | USA  | 45,225    |
| 7     | Carl Johan Lind | SWE  | 44,785    |
| 8     | John Murdoch    | CAN  | 42,480    |

Finale: 10. Juli

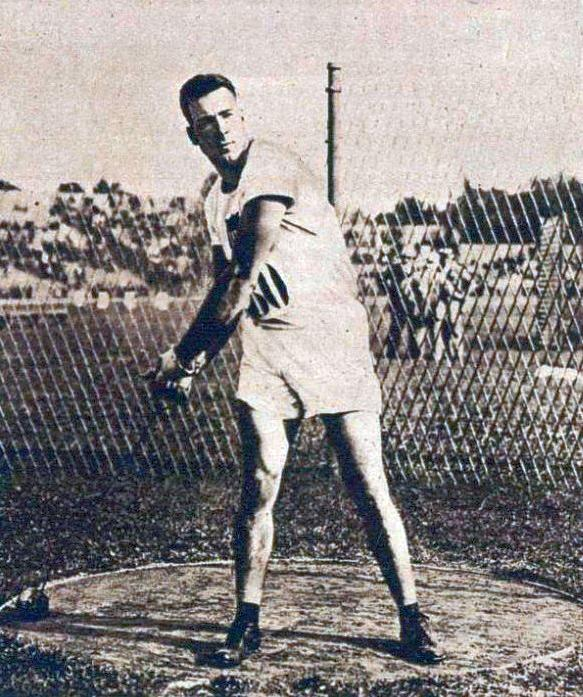
Fred Tootell – Sieger im Hammerwurf

Knapp 1,50 Meter blieb Olympiasieger Fred Tootell mit seinen 53,295 m vom olympischen Rekord entfernt. Aufgestellt hatte diesen Rekord sein Landsmann Matthew McGrath bei den Olympischen Spielen 1912. McGrath nahm hier in Paris mit bereits 48 Jahren an seinen vierten Olympischen Spielen teil und gewann mit 50,84 m hinter Tootell die Silbermedaille. Bronze holte sich der Brite Malcolm Nokes, der mit 48,875 m unter der 50-Meter-Marke blieb.

### Speerwurf
| Platz | Athlet           | Land | Weite (m) |
| ----- | ---------------- | ---- | --------- |
| 1     | Jonni Myyrä      | FIN  | 62,96     |
| 2     | Gunnar Lindström | SWE  | 60,92     |
| 3     | Eugene Oberst    | USA  | 58,35     |
| 4     | Yrjö Ekqvist     | FIN  | 57,56     |
| 5     | William Neufeld  | USA  | 56,96     |
| 6     | Erik Blomqvist   | SWE  | 56,85     |
| 7     | Urho Peltonen    | FIN  | 55,66     |
| 8     | Pekka Johansson  | FIN  | 55,10     |

Finale: 6. Juli

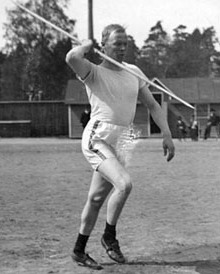
Olympiasieger Jonni Myyrä

Die Leistungen im Speerwurf konnten nicht an das Niveau der letzten Olympischen Spiele heranreichen. Sechs Werfer hatten in Antwerpen die 60-Meter-Marke übertroffen, hier in Paris waren es nur zwei. Jonni Myyrä wiederholte seinen Olympiasieg von 1920 mit 62,96 m und bezwang damit den Mitfavoriten Gunnar Lindström, der 60,92 m erzielte und dem dann im Oktober des Olympiajahres mit 66,62 m ein neuer Weltrekord gelang. Die Bronzemedaille gewann der US-Amerikaner Eugene Oberst.

### Fünfkampf
| Platz | Athlet          | Land | Platzziffer                |
| ----- | --------------- | ---- | -------------------------- |
| 1     | Eero Lehtonen   | FIN  | 14                         |
| 2     | Elemér Somfay   | HUN  | 16                         |
| 3     | Robert LeGendre | USA  | 18                         |
| 4     | Leo Leino       | FIN  | 23                         |
| 5     | Morton Kaer     | USA  | 24                         |
| 6     | Hugo Lahtinen   | FIN  | 27                         |
| 7     | Brutus Hamilton | USA  | Platz 4 nach 4 Disziplinen |
| 8     | Göran Unger     | SWE  | Platz 8 nach 4 Disziplinen |

Datum: 7. Juli

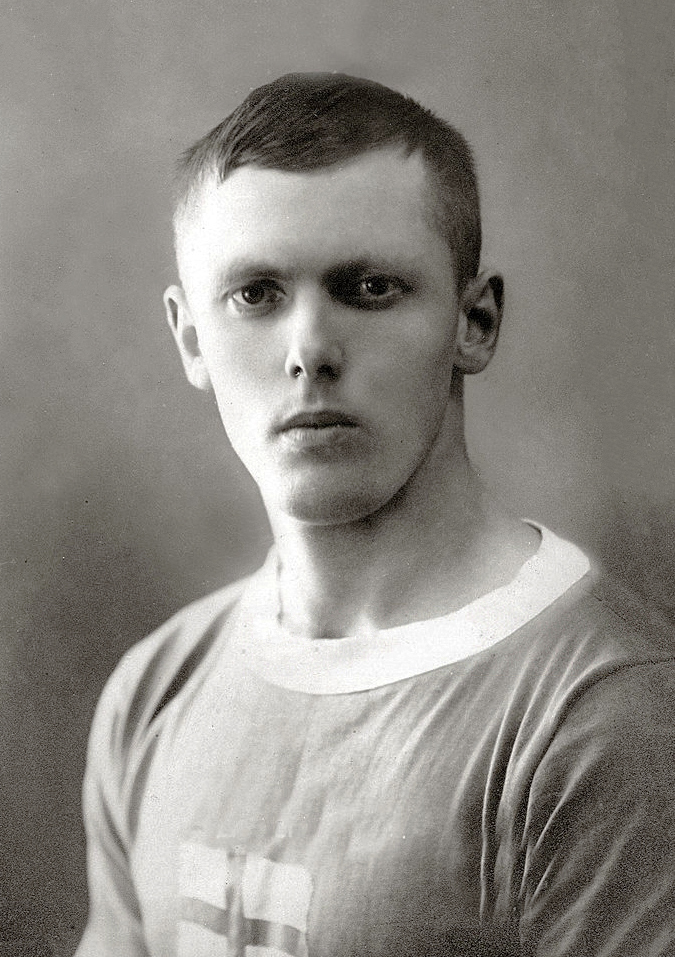
Eero Lehtonen – nach 1920 zum zweiten Mal Fünfkampf-Olympiasieger

Der Fünfkampf bestand wie bei den vorangegangenen Austragungen aus den Disziplinen Weitsprung, Speerwurf, 200-Meter-Lauf, Diskuswurf und 1500-Meter-Lauf. Er wurde ähnlich durchgeführt wie vorher. Zur vierten Disziplin wurden diesmal die bis dahin zwölf Besten zugelassen, zur fünften nur noch die sechs Besten. Die Punktzahl ergab sich aus den Einzelplatzierung der Athleten in den jeweiligen Disziplinen, war also eine Platzzifferwertung. Nur bei Gleichstand würde die Punktezahl der Zehnkampftabelle über die Platzierung entscheiden, was jedoch hier nicht notwendig wurde.

Der Finne Eero Lehtonen, der diesen Wettbewerb bereits 1920 gewonnen hatte, war auch diesmal erfolgreich. Er gewann die Goldmedaille vor dem Ungarn Elemér Somfay und dem US-Amerikaner Robert LeGendre. Dem Bronzemedaillengewinner LeGendre war dabei das Kunststück gelungen, im Weitsprung mit 7,77 m einen neuen Weltrekord aufzustellen. Für die Teilnahme am Wettkampf im Weitsprung, der einen Tag später stattfand, hatte sich LeGendre nicht an den Olympiaausscheidungen seines Landes beteiligt.

### Zehnkampf
| Platz | Athlet              | Land | P – offiz. Wert. (1920) | Punkte 85er Wert. |
| ----- | ------------------- | ---- | ----------------------- | ----------------- |
| 1     | Harold Osborn       | USA  | 7710,775 WR             | 6478              |
| 2     | Emerson Norton      | USA  | 7350,895000             | 6117              |
| 3     | Aleksander Klumberg | EST  | 7329,360000             | 6057              |
| 4     | Antti Huusari       | FIN  | 7005,175000             | 5952              |
| 5     | Ernest Sutherland   | RSA  | 6794,145000             | 5749              |
| 6     | Ernst Gerspach      | SUI  | 6743,530000             | 5765              |
| 7     | Helge Jansson       | SWE  | 6656,160000             | 5633              |
| 8     | Harry Frieda        | USA  | 6618,300000             | 5542              |

Datum: 11. und 12. Juli
Der Zehnkampf wurde schon damals genauso durchgeführt wie heute und bestand auch aus denselben Teildisziplinen. Die Wertungstabelle war allerdings eine andere. Sie stammt aus dem Jahre 1920.

Die beiden Topfavoriten dieses Wettbewerbs hatten am Ende Gold und Bronze gewonnen. Dabei war der Este – mit vollem Namen Aleksander Klumberg-Kolmpere – durch eine Magenverstimmung gehandicapt, sodass er nicht sein volles Leistungspotential ausschöpfen konnte. So wurde Harold Osborn nach seinem Sieg im Hochsprung zum zweiten Mal Olympiasieger in Paris. Er ist bis heute der einzige Leichtathlet, der die Goldmedaille im Zehnkampf und in einer Einzeldisziplin gewinnen konnte. Auch Osborns ausgezeichnetes Ergebnis reichte nicht ganz heran an die Leistung des Jim Thorpe, die dieser bei den 1912 erzielte.

Zur besseren Einordnung der Leistung sind die nach heutigem Wertungssystem umgerechneten Punktzahlen mit angegeben.

## Video
- The Olympic Games in Paris, 1924 (1925 Documentary), youtube.com, Bereiche: (1) 18:11 min bis 31:09 min / (2) 40:53 min bis 55:48 min / (3) 1:08:53 h bis 1:16:10 h / (4) 1:20:19 h bis 1:30:25 h, abgerufen am 6. Juni 2021